# Aurel Vlaicu (Hunedoara)
Aurel Vlaicu (veraltet Binținți; deutsch Benzenz oder Benzendorf, ungarisch Bencenc) ist ein Dorf im Kreis Hunedoara in der Region Siebenbürgen in Rumänien. Das Dorf ist heute nach dem dort 1882 geborenen rumänischen Flugpionier Aurel Vlaicu benannt und gehört administrativ der Kleinstadt Geoagiu (Gergesdorf) an.

## Geographische Lage
Aurel Vlaicu liegt am linken, südlichen Ufer des Mureș (Mieresch), in der zwischen Orăștie (Broos) und Sebeș (Mühlbach) gelegenen Ebene des Brodfelds. Es gehört zum Gemeindegebiet der am nördlichen Flussufer gelegenen Kleinstadt Geoagiu. Die nächste größere Stadt Orăștie ist etwa 10 km entfernt. Am südöstlichen Ortsrand von Aurel Vlaicu führt die Bahnstrecke Arad–Alba Iulia vorbei, parallel dazu die Nationalstraße DN7, sowie seit 2013 die neu errichtete Autobahn A1.

## Geschichte
In der Antike war die Gegend vom Stamm der Daker bewohnt, im benachbarten Ort Geoagiu sind Überreste einer dakischen Befestigungsanlage vorhanden. Nach der Eroberung Dakiens durch die Römer, rodeten diese die Auwälder am Mieresch und legten in der fruchtbaren Ebene des Brodfelds mehrere Villae Rusticae an. In der Völkerwanderungszeit verwilderten diese Agrarflächen und der Wald breitete sich wieder aus. Nach der ungarischen Landnahme existierte im Gebiet von Aurel Vlaicu eine archäologisch nachgewiesene Siedlung, die ins 10. und 11. Jahrhundert datiert wird. Die ethnische Zugehörigkeit der Bewohner dieser Siedlung ist unbekannt, es könnte sich aber sowohl um Slawen, Rumänen als auch Ungarn gehandelt haben. Im Zuge des Mongolensturms 1241, bei dem ein mongolisches Heer durch das Miereschtal zog, ist diese Siedlung wahrscheinlich untergegangen.
Urkundlich erstmals erwähnt wurde die Gegend in einem Dokument aus dem Jahr 1263 unter der Bezeichnung terra Sohteluk, Sothelik, Botheluk, bzw. Bohtteluk. Der ungarische Ortsname Bencenc (von lat.: Vincentius) taucht erstmals 1291 in einem Dokument auf, in dem die Grenzen der zum Ort gehörenden Wiesen und Wälder (Hattert) aufgelistet werden. Der Name dürfte sich von einem szeklerischen Gutsverwalter ableiten. Die Szekler wurden jedoch zur Grenzverteidigung in den Osten Siebenbürgens umgesiedelt und durch neu eingewanderte Siebenbürger Sachsen ersetzt. Das gesamte Brodfeld war vom 13. bis 16. Jahrhundert mehrheitlich von Sachsen besiedelt.
Im Jahr 1479 fand östlich des Ortes, beim Nachbarort Unterbrodsdorf (heute Șibot) die Schlacht auf dem Brodfeld statt, in der die königliche ungarische Armee mit Unterstützung der Siebenbürger Sachsen und der Szekler einen wichtigen Sieg über die Armee des Osmanischen Reiches errang. Trotzdem wurde die Gegend in der Folge mehrmals von türkischen Truppen verheert, wodurch die Sachsen stark dezimiert wurden oder in andere Regionen Siebenbürgens flüchteten. Der Ort wurde anschließend von rumänischen Bauern und Hirten neu besiedelt, die sich vom Gebirge kommend in die nun weitgehend entvölkerte Ebene am Mieresch vorwagten. Benzenz wurde so zu einem rumänischen Dorf, das jedoch im Besitz ungarischer Adeliger war. Im 18. Jahrhundert war dies die Familie Lázár, aus der auch der 1827 hier geborene Ornithologe Kálmán Lázár stammt.
Im Zuge des Horea-Aufstand in Siebenbürgen 1784, bei dem meist rumänischer Bauern und Leibeigene gegen ihre meist ungarischen Lehnsherren rebellierten, kam es am 7. November 1784 zu einem Gefecht in Benzenz, bei dem ein kaiserlicher Trupp unter Oberstleutnant Kamp aufständische Bauern besiegte.
Im Jahr 1816 war der ungarische Aufklärer und Sprachreformer Ferenc Kazinczy zu Gast am Gutshof der Familie Lázár in Benzenz.
In der Ungarischen Revolution von 1848/1849 wurde die Gegend erneut zum Kriegsschauplatz. Nach einer Niederlage bei Salzburg (ung. Vizakna, rum. Ocna Sibiului) zog sich das Revolutionsheer unter General Józef Bem zurück und verschanzte sich in Mühlbach (ung. Szászsebes, rum. Sebeș). Als sie auch von dort durch den habsburgischen General Puchner vertrieben wurden, flohen sie weiter nach Westen und zündeten auf ihrem Rückzug das Dorf Benzenz an, welches dadurch weitgehend zerstört wurde.
Wirtschaftlich bergauf ging es vor allem durch den Bau der Eisenbahnlinie Arad-Alba Iulia, die 1868 ihren Betrieb aufnahm. Die Bauern von Benzenz konnten nun ihre Produkte leichter zu den Absatzmärkten transportieren und mit den Gewinnen ihre Produktionsweise modernisieren. Im Zuge der von Carl Wolff propagierten Binnenkolonisation, wurden mit Mitteln der Hermannstädter Allgemeinen Sparkasse lutheranische schwäbische Siedler aus dem in der Batschka gelegenen Ort Crvenka angeworben und in Benzenz angesiedelt.
Im Jahr 1882 wurde der Erfinder und Flugpionier Aurel Vlaicu in Benzenz geboren, der 1913 beim Versuch die Karpaten zu überfliegen verunglückte. Als nach dem Ersten Weltkrieg Österreich-Ungarn zerbrach und Siebenbürgen 1919 an Großrumänien kam, wurde sein Heimatdorf ihm zu Ehren umbenannt. Sein Elternhaus ist heute ein kleines Museum.

## Bevölkerung
- 1785 wurden in Benzenz 379 Einwohner gezählt. 84 Haushalte gehörten zur orthodoxen Kirche, neun zur römisch-katholischen und acht zur griechisch-katholischen.
- 1850 gab es 597 Einwohner. Davon waren 576 Rumänen und 12 Ungarn. 580 waren orthodox, 9 Protestanten und 8 römisch-katholisch.
- 1900 gab es 791 Einwohner. Davon waren 609 Rumänen, 141 Deutsche und 40 Ungarn. 608 waren orthodox, 99 Lutheraner und 59 reformiert.
- 2002 gab es 891 Einwohner. Davon waren 875 Rumänen, 13 Deutsche. 757 waren orthodox, 101 Pfingstler und 11 Lutheraner.

## Bilder

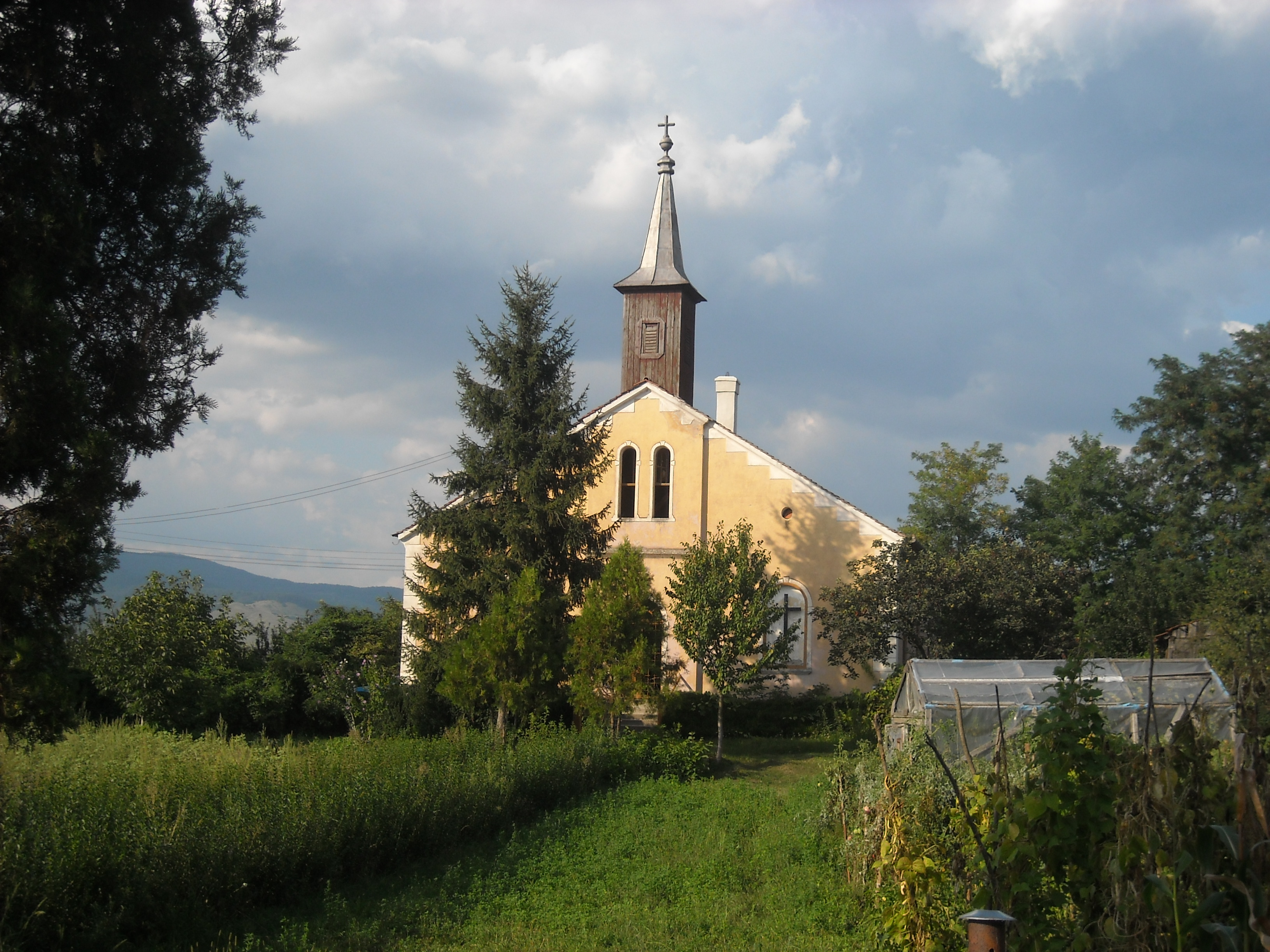
Evangelische Kirche A.B. in Aurel Vlaicu
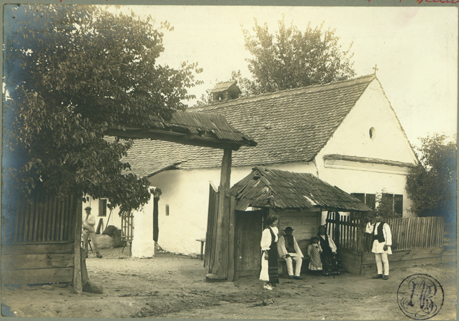
Elternhaus des Flugpioniers Aurel Vlaicu
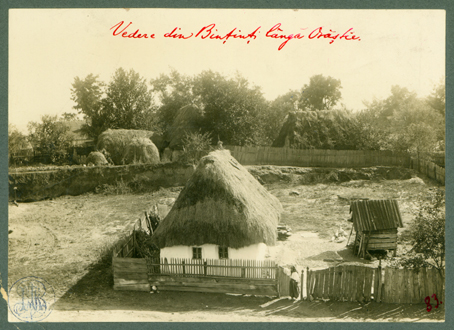
Strohgedecktes Bauernhaus, Fotografie von Leopold Adler, zwischen 1900 und 1920
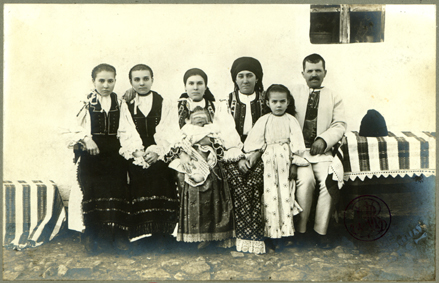
Lokale Tracht, Fotografie von Leopold Adler, zwischen 1900 und 1920
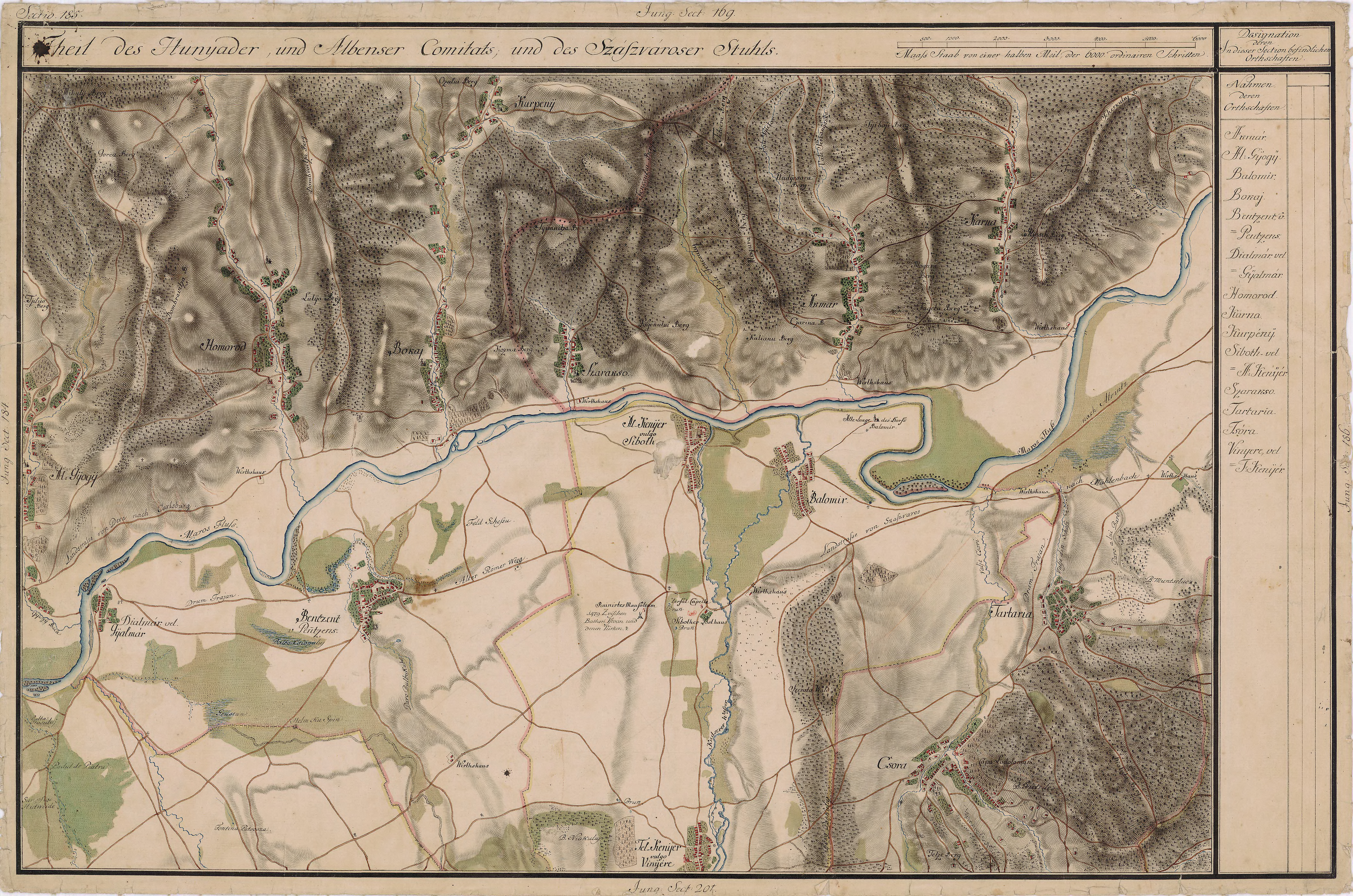
Bentzent auf der Karte der Josephinischen Landesaufnahme, 1769–1773